# アトンメントのフランシスコ修道会
アトンメントのフランシスコ修道会（アトンメントのフランシスコしゅうどうかい、英: Society of the Atonement、略称：SA）はカトリックの男子修道会で、米国聖公会の司祭だったポール・ジェームズ・ワトソン神父によって1898年に創設された、修道者フランシスコ会のうちのT.0.R.（テルチウス・オルド・レグラリス、律修第三会）に属する一会派である。元々は聖公会の修道会として創設されたが、1909年に当時の教皇ピウス10世によってカトリックに迎え入れられた。
会名の「アトンメント」（atonement）は新約聖書の「ローマ人への手紙」5章11節からとられ、一般には「和解」と訳されているが「あがない」という意味も持ち、語源的には「at-one-ment」で「一致」という意味にも解釈できる。このことに生涯を捧げる決意をしたワトソン神父は、自身の敬愛するアッシジのフランチェスコに倣うべく、フランシスコ会の会則を取り入れた。
元々、高教会（ハイチャーチ：カトリックに近い立場）の神学を信奉していたワトソン神父は、聖公会とカトリック教会との一致を願って活動を始めたが、当時の聖公会では受け入れられず、活動の場も段々と狭められていった。ついにワトソン神父はカトリックに帰属することを決意し、同時期に創設された女子修道会（アトンメントのフランシスコ女子修道会）とともに1909年10月にカトリック教会に受け入れられ、それぞれカトリックの修道会として再出発した。
会名の通り「全てが一つになるように」をモットーとして「神と人」、「人と人」の和解と一致を目指し、エキュメニズム、宣教、福祉など様々な活動を展開している。
日本での活動は1948年に米国から来日した会員が神奈川県横浜市鶴見区に本部修道院を設立した時から始まり、以来、横浜教区で小教区の司牧や教育活動を行っている。